# Buenaventura Durruti

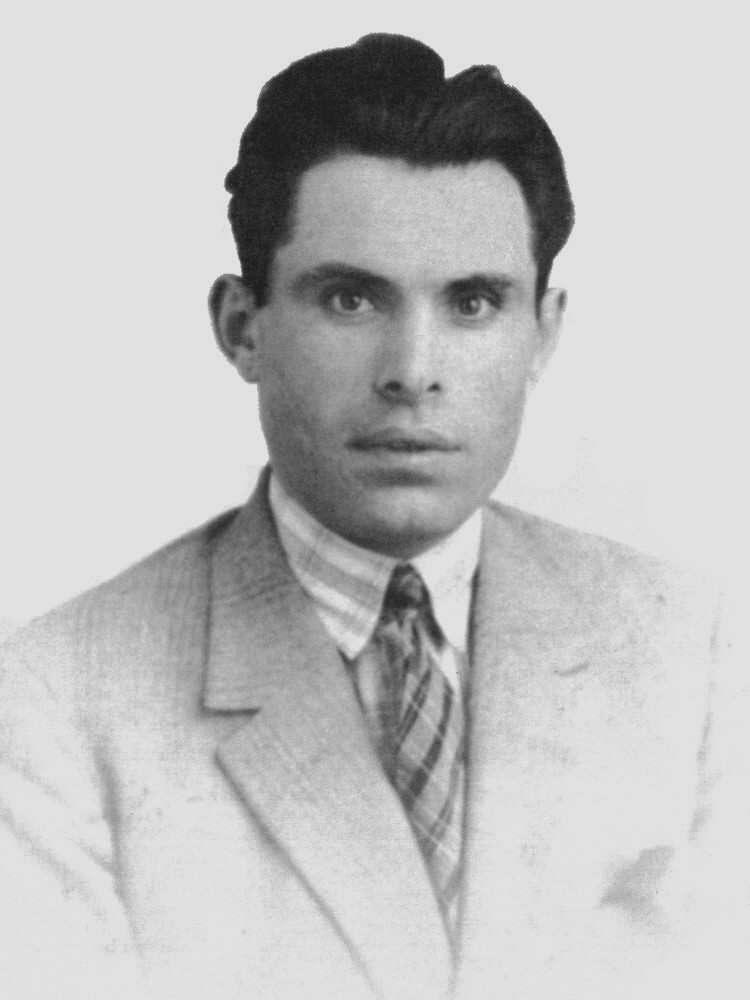
Buenaventura Durruti

Buenaventura Durruti Dumange (* 14. Juli 1896 in León; † 20. November 1936 in Madrid) war ein spanischer Anarchist, Syndikalist und Revolutionär. Als gewählter Führer einer republikanischen Elitekolonne war er eine der zentralen Figuren im Spanischen Bürgerkrieg.

## Leben

### Frühe Jahre
Buenaventura Durruti wurde in der alten Bischofsstadt León geboren. Sein Vater und seine sieben Brüder waren Eisenbahnarbeiter. Er war ein begabter Schüler, besuchte zusätzlich die Sonntagsschule der Kapuziner und erhielt verschiedene Auszeichnungen. Mit 14 Jahren begann er als Mechaniker und Gießer zu arbeiten. Von 1910 bis 1911 arbeitete er in der Werkstatt von Melchor Martinez und erhielt einen Stundenlohn von 25 Centimos als Schlosser; er besuchte außerdem die Abendschule.
Von 1911 bis 1916 war er in der Gießerei von Antonio Miaja beschäftigt, wo er Arbeiter aus Asturien kennenlernte. Durruti trat in die von Sozialdemokraten beherrschte Sozialistische Gewerkschaft ein.

### Generalstreik in Spanien und erstes Exil
1916 kam er als Mechanikerlehrling auf Probe zur nordspanischen Eisenbahn-Kompanie. 1917 beteiligte er sich an dem Streik der Gewerkschaft Unión General de Trabajadores (UGT). Der Arbeitskampf war von beiden Seiten hart geführt worden; militante Gewerkschafter hatten Sabotageaktionen durchgeführt und schließlich schlug die Spanische Armee den Streik nieder. Als Folge wurden Durruti und viele andere Streikende entlassen. Im Grubendistrikt von Asturien trat er nun der Confederación Nacional del Trabajo (CNT) bei und warb neue Mitglieder. Da Asturien aber eine Hochburg der von Sozialdemokraten beherrschten Gewerkschaft war, kam Durruti auf eine Schwarze Liste. Da sich Durruti außerdem dem Militärdienst entziehen wollte, ging er nach Frankreich und blieb bis 1920 in Paris, wo er Kontakt mit Anarcho-Syndikalisten unterhielt.

### Rückkehr nach Spanien
1920 kehrte Durruti nach Spanien zurück und schloss sich in San Sebastian anarchistischen Kampfgruppen an. Dort traf er auch auf Francisco Ascaso, Juan García Oliver und Gregorio Jover, die seine engsten Genossen wurden. Allerdings wurde Durruti in San Sebastian verhaftet und zum Militärdienst eingezogen; eingeteilt bei der Festungsartillerie erlitt er einen Leistenbruch und wurde als untauglich wieder entlassen.
In Barcelona hatte sich seit 1917 das politische Klima verschärft. Es kam zur Bildung der sogenannten Stadtguerilla und auch Durruti wurde nun Kämpfer in einem Arbeiter-Selbstverteidigungskorps, da in Barcelona von der Gegenseite etwa 33 Anarchosyndikalisten umgebracht worden waren. Durruti soll als Antwort auf diese Gewaltakte in diesem Zusammenhang an zahlreichen Attentaten beteiligt gewesen sein, so insbesondere am 4. Juni 1923 an der Ermordung des Erzbischofs von Saragossa, Kardinal Juan Soldevila y Romero.
1922 gründeten Durruti und Ascaso einen ideologischen Bund. Sie nannten sich Los Justicieros (span.: Die Gerechten) und wurden somit zum Vorläufer der Los Solidarios (span.: Die Solidarischen).

### Zweites Exil und internationale Aktivitäten
1921 war Ministerpräsident Eduardo Dato ermordet worden, was ab 1923 zur Diktatur von Miguel Primo de Rivera führte. Zusammen mit einigen Genossen ging Durruti erneut ins Exil. Er ließ sich zunächst in Paris nieder, wo er als Schlosser bei Renault arbeitete.

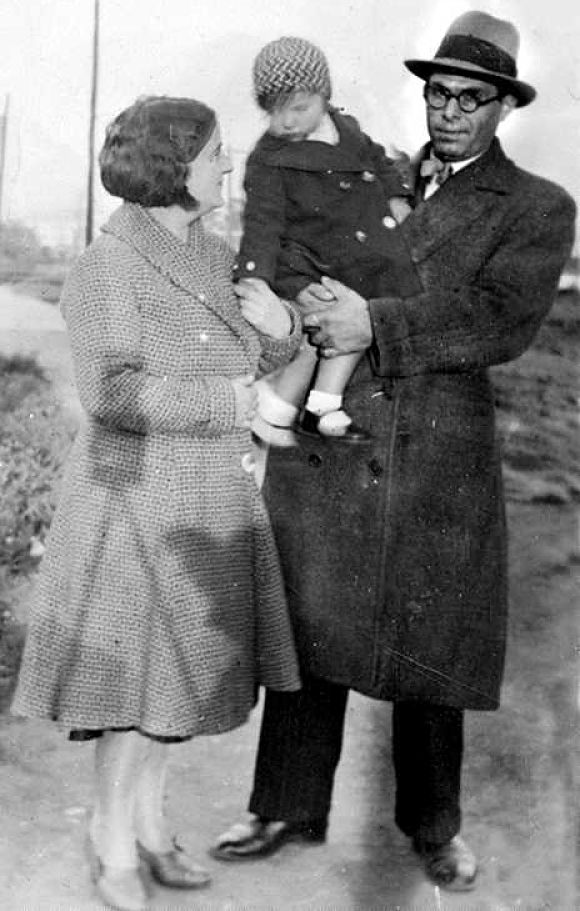
Émilienne Morin - Buenaventura Durruti und Tochter Colette Februar 1936 in Barcelona

Aber nicht nur in Spanien, sondern auch in Frankreich und Südamerika wurde Durruti nun wegen umstürzlerischer Umtriebe gesucht. 1924 schiffte er sich mit Ascaso nach Kuba ein, wo er als öffentlicher Redner für die Revolution in Spanien eintrat. Als die Behörden davon erfuhren, musste er nach Europa fliehen und landete in Paris im Gefängnis. 1927 lernte er seine Lebensgefährtin Émilienne Morin kennen. Sie lebten bis zu seinem Tod zusammen. Am 4. Dezember 1931 wurde ihre gemeinsame Tochter Colette geboren.
1928 wurde Durruti nach kurzem Aufenthalt aus Deutschland ausgewiesen, wo er zusammen mit Ascaso und Jover in Berlin auch auf den deutschen Anarchisten Augustin Souchy getroffen war und mehrere Wochen lang bei ihm in der Augustastraße 62 in Berlin-Wilmersdorf wohnte. 1930 erhielt er eine Aufenthaltserlaubnis in Belgien, wo er zwei Jahre in relativer Ruhe leben konnte. Währenddessen wurde die Zweite Spanische Republik ausgerufen, die anarchosyndikalistische Gewerkschaftsföderation CNT hatte sich augenblicklich neu formiert.

### Zweite Rückkehr nach Spanien
Durruti ging wieder nach Spanien und beteiligte sich im Januar 1932 federführend an einem Aufstand im Alto Llobregat. Nachdem dieser gescheitert war, wurde er durch die Zentralregierung in Präventivhaft genommen und am 10. Februar 1932 gemeinsam mit weiteren Genossen nach Fuerteventura deportiert. Ende August desselben Jahres konnte er nach einem Generalstreik der CNT nach Barcelona zurückkehren.
Es folgte eine Periode zahlreicher Streiks und Aufstände, in deren Verlauf sich bereits große Differenzen mit den Sozialisten und marxistischen Kommunisten zeigten. Die CNT trat nun gemeinsam mit der Federación Anarquista Ibérica (FAI) auf. Durruti galt als Kopf der FAI, die den legalistischen Kurs der CNT-Führung unter Macia verurteilte und scharf angriff. 1936 gewann die Linke in Spanien die Wahlen, in ganz Spanien verließen aufständische Truppen die Kasernen. In Barcelona kam es zum bewaffneten Kampf, zum Sieg der CNT-FAI und zur ersten und einzigen anarcho-syndikalistischen Selbstverwaltung einer politischen Region in Europa.

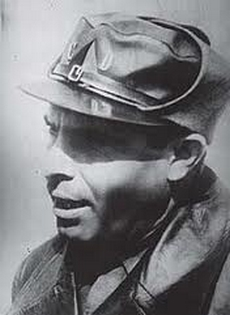
Durruti während des Spanischen Bürgerkriegs

### Spanischer Bürgerkrieg
Es folgte der Spanische Bürgerkrieg. Durruti wurde zum Organisator und Kommandeur einer anarchistischen Miliz, der Kolonne Durruti, die in Aragon kämpfte und vergeblich versuchte, die von den Nationalisten besetzte Stadt Saragossa zu erobern. Im Laufe des Bürgerkriegs wurden die Anarchisten mehr und mehr an die Wand gedrängt – nicht nur von den franquistischen Gegnern, sondern vor allem von den Kommunisten, die ebenfalls gegen Franco kämpften. Die von den spanischen Kommunisten befolgte Komintern-Politik im Sinne des Stalinismus (Sozialismus in einem Land) zielte zu dieser Zeit vornehmlich auf die Sicherung der außenpolitischen Interessen der Sowjetunion. Im spanischen Bürgerkrieg umfassten diese Interessen vor allem auch den Schutz der finanziell in Katalonien stark engagierten Westmächte vor Enteignung, wie sie die Anarchisten anstrebten. Federica Montseny, Gesundheitsministerin der CNT, meinte: „Wir befanden uns in einer schrecklichen Lage, wir waren völlig in die Enge getrieben. Durch die Waffenhilfe der Sowjetunion hatten die Kommunisten ungeheuer an Einfluss gewonnen. Wir mussten dauernd befürchten, dass den spanischen Anarchisten ein ähnliches Los bevorstand wie einst den Anarchisten in Russland.“
Der Einfluss der KP nahm von Tag zu Tag zu, obwohl sie im spanischen Proletariat nie Wurzel gefasst hatte; sowjetische Kommissare und Agenten tauchten in Madrid, in Valencia und Barcelona auf und übernahmen Beraterfunktionen im Militär- und Polizeiapparat. „Stalin verfuhr mit der spanischen Revolution wie mit einer Schachfigur. Er machte sie zum Objekt der sowjetischen Außenpolitik“, schrieb Hanns-Erich Kaminski.

### Durrutis Tod

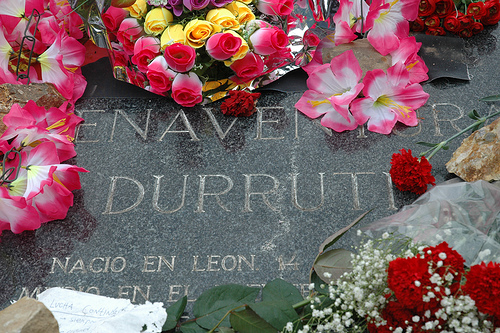
Durrutis Grab auf dem Friedhof Cementiri de Montjuïc, Barcelona

Am 19. November 1936 wurde Durruti bei der Belagerung von Madrid von einer Kugel getroffen und erlag seinen Verletzungen am 20. November. Um seinen Tod ranken sich zahlreiche Gerüchte. Von den Faschisten über die Kommunisten bis hin zu den Amigos de Durruti und den engsten Freunden Durrutis reichten die Vermutungen, wer den Tod Durrutis zu verantworten hat. Michail Kolzow hatte kurz vor seiner eigenen Hinrichtung als „Trotzkist“ eine seiner üblich-eigenwilligen Kolumnen über den Tod Durrutis in der Prawda veröffentlicht, wo ein Überlaufen Durrutis zu den Kommunisten kolportiert wurde. Die Deutsche Antonia Stern brachte Durrutis Tod in Verbindung mit dem Tode von Hans Beimler, dem Kommandeur des Thälmann-Bataillons, der nach Sterns Angaben von seinem russischen Militärberater getötet worden sein soll; dies wäre in Durrutis Falle Santi gewesen.

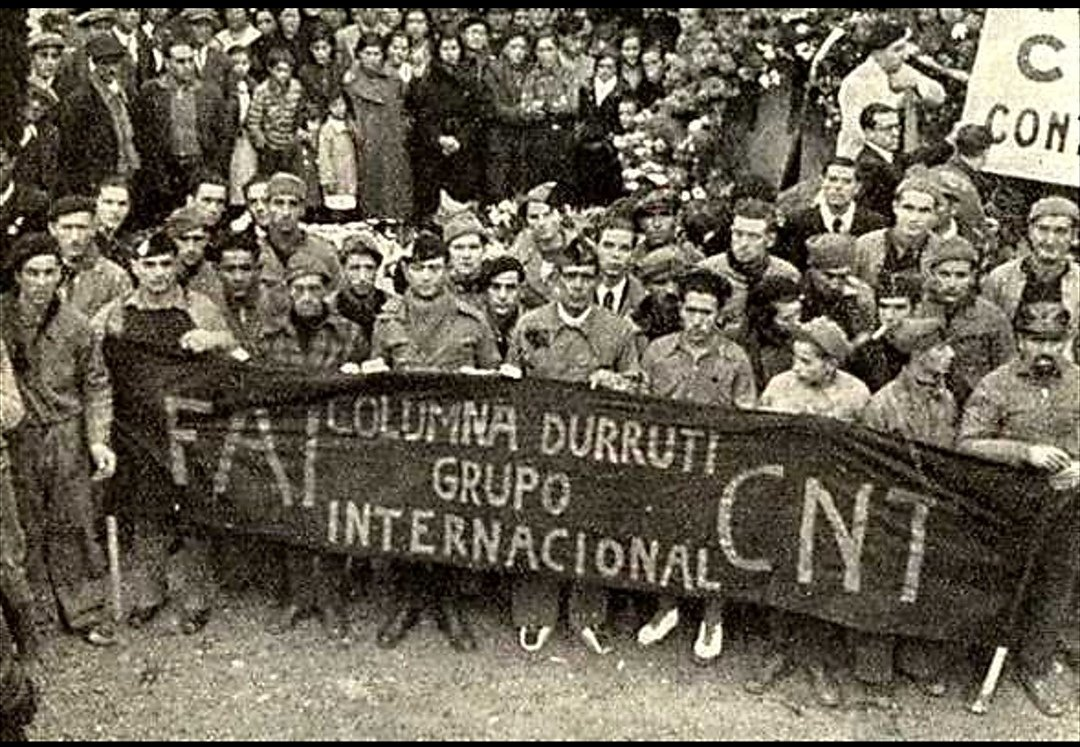
Die Internationale Gruppe der Kolonne Durruti bei der Beerdigung am 23. November 1936 in Barcelona

Durruti wurde in Madrid auf offener Straße beim oder nach dem Aussteigen aus einem Fahrzeug tödlich verletzt, als ihn eine Kugel in die Lunge traf. Er starb einen Tag später im Hotel „Ritz“ in Madrid, welches damals als Hospital genutzt wurde. Es wurde regelmäßig die Vermutung geäußert, dass der tödliche Schuss aus einer größeren Entfernung abgefeuert worden war. Abel Paz glaubt, dass von der nahe gelegenen Universitätsklinik aus geschossen worden war, die sich in der Hand der Nationalisten befand. Die Gerichtsmediziner, die ein Jahr später Durrutis Hemd, das er zur Tatzeit getragen hatte, näher untersuchten, kamen allerdings zu dem Ergebnis, dass der Schuss aus einer Distanz von höchstens zehn Zentimeter abgegeben worden war. Gemäß der Darstellung des mutmaßlichen Augenzeugen Ramón Garcia López brachte sich Durruti selbst die tödliche Verletzung bei, als sich beim Aussteigen aus seiner eigenen Waffe ein Schuss löste. Durrutis Waffe, eine Naranjero – eine in Valencia nachgebaute MP28 –, war für ihre Empfindlichkeit beim Sichern und Entladen bekannt.

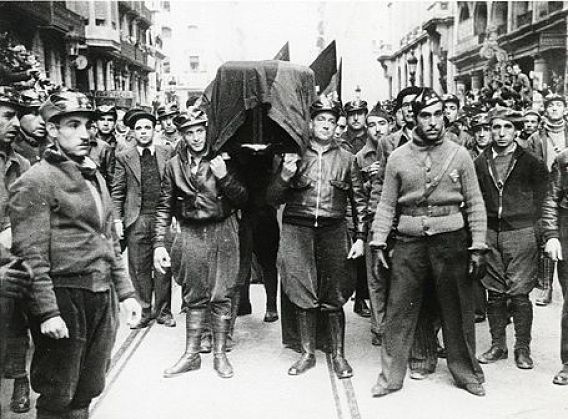
Durrutis Sarg Barcelona 23. November 1936

Er wurde durch ganz Spanien transportiert und auf dem Cementiri de Montjuïc beigesetzt. Am Trauerumzug in Barcelona nahmen circa 500.000 Menschen teil. Der Schriftsteller Carl Einstein, Milizionär in der Kolonne Durruti, hielt im Radio eine Gedenkrede zur Beisetzung seines Kameraden, wie er Durruti nennt.

### Nachlass

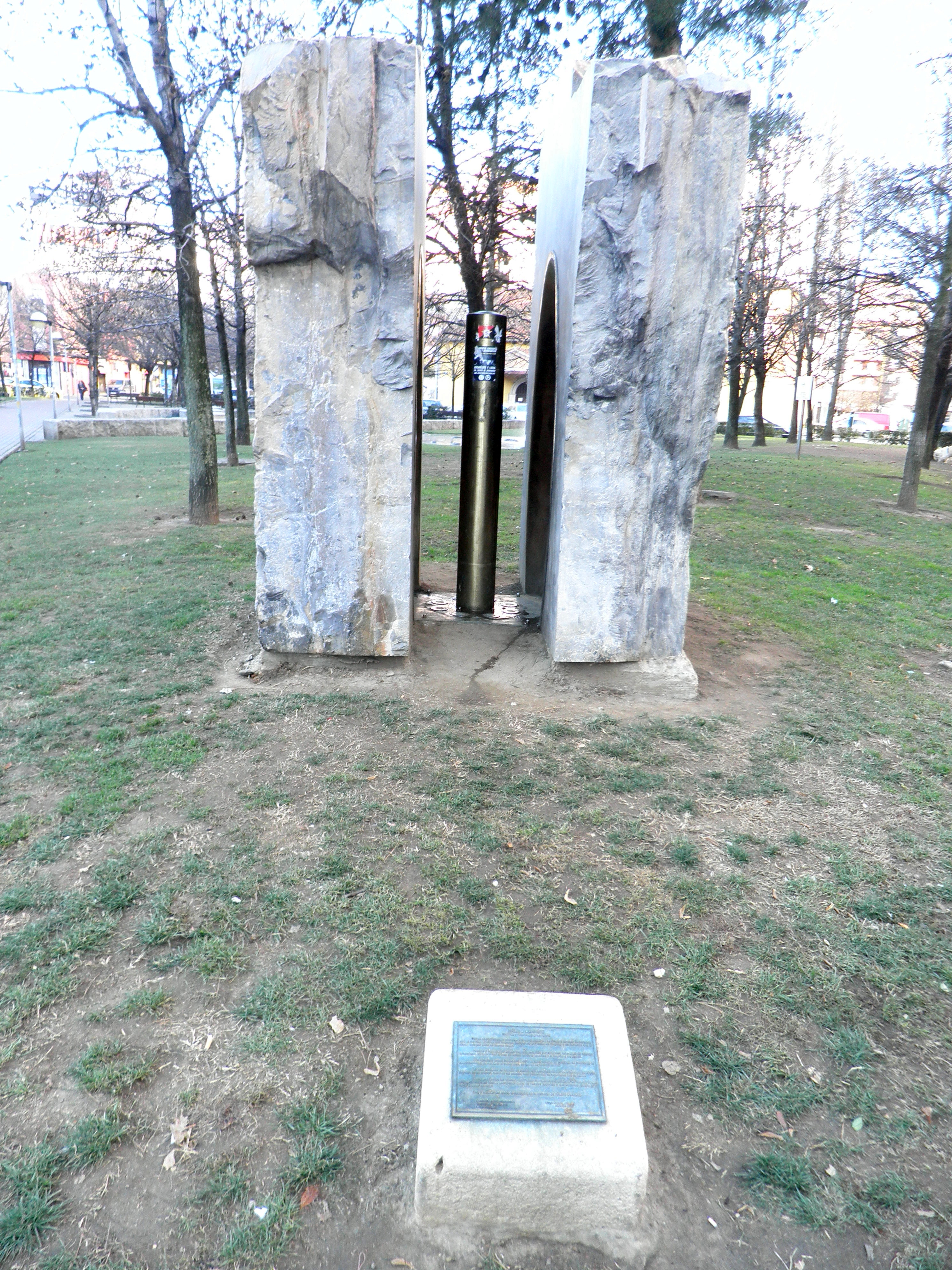
Denkmal für Buenaventura Durruti in León

Im spanischen Bürgerkrieg siegte eine rechte Koalition, die sich aus Faschisten, Monarchisten, Katholiken und anderen Gruppierungen zusammensetzte und in die  Franco-Diktatur mündete, die bis 1975 andauerte. 
Nach Durrutis Beisetzung verschwand seine Leiche unter nicht geklärten Umständen aus ihrem Grab.
Biograph von Durruti wurde der 1921 in Almería geborene Abel Paz, mit bürgerlichen Namen Diego Camacho. Er schrieb das Standardwerk Durruti. Leben und Tode des spanischen Anarchisten.

## Zitate
„Wir sind es, die wir diese Städte und Paläste – hier in Spanien und in Amerika und überall – gebaut haben. Wir Arbeiter können andere Städte und Paläste an ihrer Stelle aufrichten. Und sogar bessere. Wir haben nicht die geringste Angst vor den Trümmern. Wir werden die Erben dieser Erde sein... hier in unseren Herzen, tragen wir eine neue Welt. Jetzt, in diesem Augenblick, wächst diese Welt.“

## Film
- Buenaventura Durruti – Biographie einer Legende – Ein Film-Roman von Hans Magnus Enzensberger (Buch, Regie, Produktion). WDR, Deutschland 1972. 92 Minuten s/w. Der Film wurde 1971 von einem kleinen Team um H.M. Enzensberger in den Niederlanden, Spanien und Frankreich gedreht. Er ist eine Montage aus zeitgenössischen Aufnahmen, Augenzeugenberichten und Bildern, die versuchen, die Persönlichkeit dieses wohl bekanntesten spanisch-anarchistischen Arbeiteraktivisten nachzuzeichnen. Der Film behandelt vier Themenkreise: 1. erkenntnistheoretische Schwierigkeiten über die historischen Vorgänge; 2. die Frage nach politischer Legendenbildung; 3. die Auseinandersetzung mit den Erscheinungsformen des Anarchismus; 4. das Problem des Alterns der Revolution.
- Buenaventura Durruti, Anarchist (Original: Vida y Muertes de Buenaventura Durruti, Anarquista) von Jean-Louis Comolli/Ginette Lavigne. Arte, Frankreich/Spanien 1999. 107 Minuten. Lief auch im deutschen Fernsehen auf Arte. Den schwarz-roten Faden des Films bilden Probearbeiten der spanischen Gruppe Els Joglars die versuchen, das Leben, die Begeisterung, das Gedankengut und die Taten von Durruti, Ascaso und Garcia Oliver und der anarchistischen Bewegung, der CNT-FAI, anhand von Fotos, Archivaufnahmen und Texten nachzuempfinden und lebendig werden zu lassen.
- Durruti in der spanischen Revolution von Paco Rios und Abel Paz. 55 Minuten, Produktion: Fundacion Anselmo Lorenzo, Spanien 1998. Deutsche Fassung des Films von der FAU-Leipzig. Anhand von Originaldokumenten zeichnet der Film das Leben des Metallarbeiters und Anarchisten Buenaventura Durruti nach. Es kommt nicht nur Durruti selbst zu Wort, ebenso seine Lebensgefährtin Emilienne Morin und zahlreiche andere Zeitgenossen. Der Film bietet einen anregenden Einblick in die revolutionären Ereignisse in Spanien von 1936.
- Vivir la Utopia (Die Utopie leben) Jose A. Gamero, Arte-TVE 1997. 96 Minuten. Historisches Bildmaterial und 30 Anarchisten erzählen in Interviews von der Entwicklung des Anarchismus bis 1936/1939, Durruti kommt am Rande vor.